# Atif Bashir
Atif Qureshi Bashir (Berlino, 3 aprile 1989) è un ex calciatore tedesco naturalizzato pakistano, di ruolo difensore.